# 230-as busz (Budapest)
A budapesti 230-as jelzésű autóbusz a Keleti pályaudvar és a Káposztásmegyer, Aquaworld között közlekedik. A viszonylatot az ArrivaBus Kft. és a Budapesti Közlekedési Zrt. üzemelteti.

## Története
Az Aquaworlddel kötött megállapodás alapján a Szondi utcáig közlekedő 30A viszonylat egyes menetei 2012. április 2-ától az Aquaworldig meghosszabbítva közlekednek. Szerződésmódosítás miatt 2013. május 1-jétől 11 és 14 óra között nem közlekedik.
2017. október 30-ától Káposztásmegyer felé is megáll a Benczúr utcánál.
2017. november 4-én útvonala egyszerűsödött, egyik irányban sem érinti a Verseny utca megállót.
2017. december 21-étől Angyalföld vasútállomásnál is megáll.
2021. november 6-ától hétvégente és ünnepnapokon az autóbuszokra kizárólag az első ajtón lehet felszállni, ahol a járművezető ellenőrzi az utazási jogosultságot.
2022. január 17-étől a Szilaspatak sornál és az Óceán-árok utcánál is megáll.

## Útvonala
| Káposztásmegyer, Aquaworld felé |
| Keleti pályaudvar M vá. – Kerepesi út – Baross tér – Thököly út – Dózsa György út – Vágány utca – Szent László út – Kisgömb utca – Reitter Ferenc utca – Gyöngyösi utca – Béke utca – aluljáró – Pozsonyi utca – István út – Deák Ferenc utca – Nádor utca – Türr István utca – Mildenberger utca – Baross utca – Fóti út – Megyeri út – Íves út – Aquaworld, forduló – Íves út – Káposztásmegyer, Aquaworld vá. |
| Keleti pályaudvar felé |
| Káposztásmegyer, Aquaworld vá. – Íves út – Megyeri út – Fóti út – Baross utca – Mildenberger utca – Türr István utca – Nádor utca – Deák Ferenc utca – István út – Pozsonyi utca – aluljáró – Béke utca – Gyöngyösi utca – Reitter Ferenc utca – Mór utca – Szent László út – Vágány utca – Dózsa György út – Hősök tere – Dózsa György út – Thököly út – Baross tér – Kerepesi út – Keleti pályaudvar M vá.     |

## Megállóhelyei
Az átszállás kapcsolatok között a párhuzamosan közlekedő 30-as és 30A busz Keleti pályaudvar és Megyer, Szondi utca között nincs feltüntetve.
| 0  | Keleti pályaudvar M végállomás        | 46 | 20E 73, 76, 80 23, 24 G10 S60 G60 Z60 S80 G80 IC, EC, EN, InterRégió, sebesvonat, gyorsvonat, expresszvonat,             | Keleti pályaudvar, Arena Plaza                                 |
| 2  | Keleti pályaudvar M                   | 42 | 5, 7, 7E, 8E, 20E, 107, 108E, 110, 112, 133E 78, 79                                                                      | Keleti pályaudvar                                              |
| 4  | Reiner Frigyes park                   | 39 | 5, 7, 110, 112, 133E |                                                                |
| 5  | Ötvenhatosok tere                     | 38 | 74, 75, 79 |                                                                |
| ∫  | Dembinszky utca                       | 38 | 74, 75, 79 |                                                                |
| 7  | Damjanich utca / Dózsa György út      | 37 | 70, 75, 79 |                                                                |
| 8  | Benczúr utca                          | 36 | 75, 79 |                                                                |
| 9  | Hősök tere M                          | 35 | 20E, 105, 210, 210B 72, 75, 79                                                                                           | Fővárosi Állat- és Növénykert, Fővárosi Nagycirkusz, Műcsarnok |
| 11 | Vágány utca / Dózsa György út         | 33 | 105, 210, 210B 75, 79 |                                                                |
| 13 | Vágány utca / Róbert Károly körút     | 31 | 20E, 32, 105, 210, 210B 1, 1A                                                                                            |                                                                |
| 15 | Szegedi út                            | 29 | 20E, 32 S70 G70 S71 S72 Z72 (Rákosrendező)                                                                               |                                                                |
| 17 | Petneházy utca                        | 28 | |                                                                |
| 17 | Fáy utca                              | 27 | |                                                                |
| 19 | Futár utca                            | 25 | 20E |                                                                |
| 20 | Rokolya utca                          | 24 | | Magyar Vasúttörténeti Park                                     |
| 21 | Kucsma utca                           | 23 | 120 |                                                                |
| 22 | Gyöngyösi utca                        | 22 | 14 |                                                                |
| 24 | Angyalföld vasútállomás               | 21 | 14 120 S72 Z72 S76 | Angyalföld vasútállomás                                        |
| 25 | Angyalföld kocsiszín                  | 20 | 12, 14 20E |                                                                |
| 27 | Tél utca / Pozsonyi utca              | 18 | 12, 14 25, 120, 121 |                                                                |
| 27 | Újpest-központ M (Munkásotthon utca)  | 18 | 12, 14 25, 104, 104A, 120, 147, 170, 196, 196A, 204, 220, 270 308, 309, 310, 313, 314, 315, 316, 317, 318, 319, 320, 321 | IV. kerületi polgármesteri hivatal, Posta                      |
| 28 | Újpest-központ M                      | 17 | 12, 14 25, 104, 104A, 120, 147, 170, 196, 196A, 204, 220, 270 308, 309, 310, 313, 314, 315, 316, 317, 318, 319, 320, 321 | IV. kerületi polgármesteri hivatal, Posta                      |
| 29 | Csokonai utca                         | 16 | 147, 220 |                                                                |
| 30 | Illek Vince utca                      | 15 | |                                                                |
| 32 | Türr István utca / Nádor utca         | 13 | 96 |                                                                |
| 33 | Mildenberger utca                     | 12 | 147 |                                                                |
| 34 | Irányi Dániel utca / Baross utca      | 11 | 147 |                                                                |
| 35 | Baross utca / Fóti út                 | 10 | 96, 147, 220 |                                                                |
| 37 | Megyeri út / Fóti út                  | 9  | 96, 122E, 147, 196 |                                                                |
| 38 | Megyeri temető                        | 7  | 122E, 147, 196 | Megyeri temető                                                 |
| 40 | Megyer, Szondi utca                   | 6  | 122E, 196 |                                                                |
| 41 | Szilaspatak sor                       | 5  | 30, 122E, 196 |                                                                |
| 42 | Óceán-árok utca                       | 4  | 30, 122E, 196 |                                                                |
| 43 | Íves út                               | 3  | 30, 122E |                                                                |
| 48 | Káposztásmegyer, Aquaworld végállomás | 0  | | Aquaworld Resort Budapest                                      |